# Ri Ho-jun
Ri Ho-jun (kor. 리호준) oder auch Li Ho-Jun (* 1. Dezember 1946) ist ein nordkoreanischer Soldat der Koreanischen Volksarmee sowie Sportschütze. Er gewann bei den Olympischen Sommerspielen 1972 in München die erste olympische Goldmedaille für sein Land.

## Leben
Ri Ho-jun wurde 1946 im heutigen Nordkorea geboren, sein Geburtsort ist nicht bekannt. Er diente für die Koreanische Volksarmee und begann seine sportliche Laufbahn als Sportschütze.
1972 entsandte Nordkorea erstmals eine Delegation zu den Sommerspielen. In der Disziplin Kleinkaliberschießen (50 m, liegend) stellte er mit 599 Ringen einen neuen Weltrekord auf. Später nahm er noch an den Olympischen Sommerspielen 1976 (Montreal) sowie den Olympischen Sommerspielen 1980 (Moskau) teil, gewann jedoch keine Medaille mehr.